# Бориско, Василий Никифорович
Васи́лий Ники́форович Бори́ско (11 июня 1916 год, село Софиевка — 22 января 1986 год, Новомиргород, Кировоградская область) — председатель колхоза имени Чкалова Новомиргородского района Кировоградской области. Герой Социалистического Труда (1971). Депутат Верховного Совета УССР 8 и 9 созывов.

## Биография
Родился 11 июня 1916 года в крестьянской семье в селе Софиевка (сегодня — часть города Новомиргород, Кировоградская область). Окончил семилетнюю школу и в 1935 году — Кировоградский техникум механизации сельского хозяйства. С ноября 1939 года служил в Красной Армии. Участвовал в Великой Отечественной войне. Воевал на Западном, Юго-Западном, Калининском и Воронежском фронтах. Был командиром эвакуационно-транспортного взвода 49-го особого медико-санитарного батальона 46-й гвардейской стрелковой дивизии. В 1942 году вступил в ВКП(б).
После демобилизации с 1946 года работал помощником комбайнёра Новомиргородской МТС Кировоградской области. В 1949 году выбран председателем колхоза имени Чкалова Номиргородского района. С 1955 года работал начальником артели «Пятилетка» Новомиргородкого района.
С 1959 по 1979 год — председатель колхоза имени Чкалова. Вывел колхоз в передовые сельскохозяйственные предприятия Кировоградской области. За выдающиеся трудовые достижения в сельском хозяйстве был удостоен в 1971 году звания Героя Социалистического Труда.
Избирался депутатом Верховного Совета УССР 8 и 9 созывов.
В 1979 году вышел на пенсию.

## Награды
- Герой Социалистического Труда — указом Президиума Верховного Совета СССР от 8 апреля 1971 года
- Орден Ленина
- Орден Октябрьской Революции
- Орден Трудового Красного Знамени
- Орден Красной Звезды (1944)
- Орден Отечественной войны 1 степени (1985)